# 2000 AB229
2000 AB229, também escrito como 2000 AB229, é um  corpo celeste que é classificado como um damocloide. O mesmo possui uma magnitude absoluta de 17,9 e, tem um diâmetro com cerca de 7 km.

## Descoberta
2000 AB229 foi descoberto no dia 5 de janeiro de 2000 pelo projeto Lincoln Near-Earth Asteroid Research (LINEAR).

## Órbita
A órbita de 2000 AB229 tem uma excentricidade de 0,956 e possui um semieixo maior de 52,353 UA. O seu periélio leva o mesmo a uma distância de 2,285 UA em relação ao Sol e seu afélio a 102,420 UA.